# Витюк, Евгений Фёдорович
Евге́ний Фёдорович Витю́к (укр. Вітюк Євгеній Федорович; 22 августа 1922 год — 3 апреля 1975 год) — советский военный, участник Великой Отечественной войны, полный кавалер ордена Славы, старшина, командир отдельной разведывательной роты. Воевал на Северо-Кавказском и 1-х Украинских фронтах.

## Биография
Родился в селе Глубочок Барановского района Житомирской области в рабочей семье. Окончил 7 классов средней школы. В апреле 1941 года призван в ряды РККА. В боях получил 2 ранения. С 1945 по 1968 годы занимал должность начальника вневедомственной охраны фарфорового завода в городе Барановка. Умер 3 апреля 1975 года. Его могила находится в посёлке Першотравенск Барановского района. Здесь установлен памятный бюст Е. Ф. Витюка. Его именем названа улица в родном селе.

## Награды
- Орден Отечественной войны 1-й степени (05.03.1945).
- Орден Красной Звезды (21.01.1945).
- Орден Славы 1-й степени (27.02.1958).
- Орден Славы 2-й степени (17.05.1945).
- Орден Славы 3-й степени (25.06.1944).
- Медали.

В разведывательной операции в июне 1944 года недалеко от города Броды (УССР) Е. Ф. Витюк захватил пленного и уничтожил трёх гитлеровских солдат. Приказом командира 117-й гвардейской стрелковой дивизии от 25 июня 1944 года он награждён орденом Славы 3-й степени. 

В июне 1944 года в ходе боевого задания разведчики добыли ценные сведения о расположении войск и резервах противника.
Приказом командира 102-го стрелкового корпуса от 16 июля 1944 года сержант Витюк Евгений Фёдорович награждён ещё одним орденом Славы 3-й степени.

Приказом командира дивизии от 21 января 1945 года Е. Ф. Витюк был награждён орденом Красной Звезды за проведение разведывательной операции в глубоком тылу противника. Группа разведчиков уничтожила 12 гитлеровцев и захватила в плен вражеского солдата. 

Приказом командира стрелкового корпуса от 5 марта 1945 года награждён орденом Отечественной войны 1-й степени за проявленное мужество при форсировании реки Одер и в боях за аэродром у деревни Хохбаушвиц.

В наступательном бою в районе Шпрее в апреле 1945 года одним из первых ворвался в окопы гитлеровцев. В рукопашном бою уничтожил 9 солдат противника и расчёт вражеского пулемёта. Приказом командующего 13-й армией от 17 мая 1945 года гвардии сержант Витюк Евгений Фёдорович награждён орденом Славы 2-й степени. 

Указом Президиума ВС СССР от 27 февраля 1958 года Витюк Евгений Фёдорович перенаграждён орденом Славы 1-й степени. 